# Heart of the Alien
Heart of the Alien è un videogioco d'azione-avventura sviluppato da Interplay e pubblicato nel 1994 per Sega CD. Si tratta del seguito di Another World.
Questa volta il giocatore prende il controllo di Buddy, alleato alieno di Lester, il giovane scienziato protagonista del gioco precedente.

## Trama
Il gioco riprende esattamente dal punto in cui si era concluso il primo episodio: dopo una rocambolesca fuga dal campo di prigionia, Buddy e Lester scappano a dorso di una creatura volante. Giunti al villaggio dell'alieno, ormai ridotto in rovina, Buddy si prende cura dell’amico ferito e si abbandona ai ricordi del passato. Un flashback rivela come il suo popolo sia stato catturato da soldati al comando di uno degli umanoidi alieni dagli occhi rossi.
Dopo aver recuperato la sua frusta energetica, Buddy fa ritorno alla prigione da cui lui e Lester erano evasi, deciso a salvare la sua gente. Inizia così una nuova fuga verso la libertà, durante la quale i due amici si ritrovano più volte, aiutandosi  vicendevolmente.
Nel corso dell'avventura, Lester, in un estremo tentativo di proteggere l’amico da un attacco dell’alieno dagli occhi rossi, viene colpito a morte da una potente scarica elettrica. Nel drammatico epilogo, Buddy sconfigge la sua nemesi e lo getta in pasto a una belva. Una volta liberato il suo popolo, mentre gli ex prigionieri incendiano la prigione-lager, l'alieno recupera il corpo dell'amico e lo riporta al villaggio. Qui, gli rende onore con una cremazione cerimoniale: il corpo di Lester viene adagiato in una macchina che brucia esclusivamente i tessuti molli, preservando le ossa, che vengono poi racchiuse all'interno della struttura stessa, trasformata in una sorta di sarcofago.
Il gioco termina con una tranquilla scena di vita quotidiana nell'insediamento alieno, ricostruito e finalmente libero dalla tirannia. La tomba di Lester viene collocata al centro del villaggio, dove il terrestre viene onorato come un eroe dagli alieni e dal suo amico, in segno di gratitudine per l’aiuto che ha dato al loro popolo.

## Sviluppo
Éric Chahi, autore e sviluppatore di Another World, coinvolto indirettamente in questo seguito, ha affermato in proposito:
(Eric Chahi)
(Eric Chahi)